# Seymour Papert
Seymour Papert (Pretoria, Dél-Afrika, 1928. március 1. – Blue Hill, Maine,  2016. július 31.) matematikus a Massachusetts Institute of Technologyn, számítógéptudós, pszichológus és kiváló pedagógus. A mesterséges intelligencia kutatása úttörőinek és a Logo programozási nyelv megalkotóinak egyike.

## Életpályája
Felsőfokú tanulmányokat matematika szakon folytatott a Witwatersrand Egyetemen Johannesburgban, 1949-ben B.A. licencet nyert, 1952-ben PhD fokozatot, majd újabb PhD fokozatot szerzett ugyancsak matematikából a Cambridge-i Egyetemen. Egy forradalmi szocialista kör tagja volt, amely a Szocialista Szemle (Socialist Review) c. folyóirat körül alakult. Az 1950-es években Londonban élt.
Számos helyen dolgozott kutatóként, St. John's College, Cambridge-ben, a Henri Poincaré Intézetben a Párizsi Egyetemen, a Genfi Egyetemen és a Nemzeti Fizikai Laboratóriumban Londonban. Az 1960-as évek elején Jean Piaget tanítványa volt, talán az egyik legsikeresebb. 1963-1967-ig munkatárs lett a MIT-n, 1967-től alkalmazott matematikus professzori kinevezést kapott, 1985-ben megalapította többekkel együtt a MIT Media Laboratóriumát és megalapította az ismeretelméleti és tanulási munkacsoportot (Epistemology and Learning Group). Jelenleg a M.I.T. matematika- és neveléselmélet-professzora.

## Munkássága
Papert a tanulási elméletekkel foglalkozott, konkrétan azt vizsgálta, hogy az új technológiák milyen hatással vannak a tanulásra és ezzel összefüggésben az iskolai szervezetekre.
A M.I.T.-n munkatársaival a mesterséges intelligencia kérdéseivel foglalkozott, és megalkották a Logo programozási nyelvet. Köteteiben kifejti az olvasás- és írástanítás korábbi szerepének megváltozásával kapcsolatos nézeteit. Az a nézete, hogy a számítógép iskolai megjelenésével az aktív megismerés új útjai tárulnak fel. A tanulók egyéni ütemben, felfedező, értékelő, szórakoztató módon tanulhatnak az iskolában és otthon. Papert támogatja a fejlődő országokban élő gyermekek számára is a Laptop programot. Számos más Logo csoport alakult a MTI-n, valamennyit Papert irányította, mint testületi elnök, számos díjnyertes projektet menedzselt például: LogoWriter, Lego / Logo (a kereskedelmi forgalomban: Lego Mindstorms). Számos díjat, elismerést kapott, köztük 1980-ban Guggenheim ösztöndíjat, Software Publishers Association életműdíjat 1994-ben, Smithsonian-díjat 1997-ben.
2006 decemberében a 17. ICMI Tanulmányi konferencián Hanoiban volt, amikor egy motoros elütötte. A balesetben súlyos agysérülést szenvedett. Kórházba szállították, vérrögöt távolítottak el az agyából. 2007-ben vérmérgezést kapott, majd szívproblémái adódtak, de 2008-tól már bostoni otthonában élt, jó általános állapotban. Saját rehabilitációjával kapcsolatos megfigyeléseit is a szakma javára kamatoztatta.

## Kötetei
- Perceptrons, (with Marvin Minsky), MIT Press, 1969 (Enlarged edition, 1988), ISBN 0-262-63111-3
- Counter-free automata, 1971, ISBN 0-262-13076-9
- Mindstorms: Children, Computers, and Powerful Ideas, 1980, ISBN 0-465-04674-6  magyarul: Észrengés : A gyermeki gondolkodás titkos útjai
- Papert, S. & Harel, I. (eds). (1991) Constructionism: research reports and essays 1985 - 1990 by the Epistemology and Learning Research Group, the Media Lab, Massachusetts Institute of Technology, Ablex Pub. Corp, Norwood, NJ.
- The Children's Machine: Rethinking School in the Age of the Computer, 1992, ISBN 0-465-01063-6
- The Connected Family: Bridging the Digital Generation Gap, 1996, ISBN 1-56352-335-3

## Magyarul megjelent könyve
- Észrengés. A gyermeki gondolkodás titkos útjai; ford. Kepes János; Számalk, Bp., 1988

## Fordítás
- Ez a szócikk részben vagy egészben  a   Seymour Papert című angol Wikipédia-szócikk fordításán alapul.  Az eredeti cikk szerkesztőit annak laptörténete sorolja fel. Ez a jelzés csupán a megfogalmazás eredetét és a szerzői jogokat jelzi, nem szolgál a cikkben szereplő információk forrásmegjelöléseként.